# Municipio de Buckeye (Míchigan)
El municipio de Buckeye (en inglés: Buckeye Township) es un municipio ubicado en el condado de Gladwin en el estado estadounidense de Míchigan. En el año 2010 tenía una población de 1308 habitantes y una densidad poblacional de 14,61 personas por km².

## Geografía
El municipio de Buckeye se encuentra ubicado en las coordenadas 43°56′11″N 84°24′58″O / 43.93639, -84.41611. Según la Oficina del Censo de los Estados Unidos, el municipio tiene una superficie total de 89.52 km², de la cual 88.5 km² corresponden a tierra firme y (1.13%) 1.02 km² es agua.

## Demografía
Según el censo de 2010, había 1308 personas residiendo en el municipio de Buckeye. La densidad de población era de 14,61 hab./km². De los 1308 habitantes, el municipio de Buckeye estaba compuesto por el 98.01% blancos, el 0.15% eran afroamericanos, el 0.23% eran amerindios, el 0.46% eran asiáticos, el 0.08% eran isleños del Pacífico, el 0.23% eran de otras razas y el 0.84% pertenecían a dos o más razas. Del total de la población el 0.99% eran hispanos o latinos de cualquier raza.